# Sigmund Schlesinger
Sigmund Schlesinger, magyarosan Schlesinger Zsigmond (Vágújhely, 1832. június 15. – Bécs, 1918. március 7.) író, újságíró. Max Schlesinger testvérbátyja.

## Életútja
1856-ban lépett a hírlapírói pályára és a Pest-Ofener-Zeitungnak, majd bécsi Morgenpost munkatársa lett; ahonnét 1863-ban a Premdenblatthoz tért át; midőn 1867-ben a Neues Wiener Tagblatt keletkezett, ezen lapnál tűnt fel mint tárcaíró. Hirlapírói működése közben színműirodalommal is foglalkozott; már az 1850-es években két blüettel föltűnést keltett; az 1860-as években Nissel költővel írt egy drámát; továbbá: Mit der Feder és 1860-ban Die Gustel von Blasewitz címmel és még több színművet, melyek a bécsi színpadokon sikerrel adattak elő. (Ezeket életrajzírói felsorolják.) 1902-ben ünnepelte 70. születésnapját és 50 éves írói jubileumát, mely alkalommal a bécsi írók és hírlapírók köre és a művészvilág értékes aranytollal, írókészlettel és sok más értékes ajándéktárggyal lepte meg; a Burgszínházban pedig három egyfelvonásos színművét adták elő. Nagysikerű vígjátékai összegyűjtve Original-Lustspiel címen (1863) jelentek meg. Kortársai ötletességéért, szellemességéért és kitűnő stílusáért igen nagyra becsülték. Schlesinger a bécsi újságírók vezető egyénisége volt.

## Művei
- Mit der Feder (1860)
- Die Gustel von Blasewitz (1861)
- Der Hausspion (vígjáték, 1861)
- Ein Opfer der Wissenschaft (1861)
- Ein Opfer der Patienten
- Die Schraube des Glückes
- Eine moralische Ohrfeige
- Auf der Ministerbank
- Mein Sohn
- Nicht schön
- Frau Sonne (1864-1867)
- Das Mädel aus dem Volke
- Ein liberaler Kandidat
- Die Schwestern von Rudolstadt (1864)
- Vogelfrei Liselotte (1872, genrekép)
- Das Trauerspiel des Kindes (1876)
- Zahlen beweisen (1883)
- Das Ende vor dem Anfang (1890)
- Sie und ihr Buch. Lustspiel in 1. Aufzug. Wien, 1903.